# Кожемякина, Валентина Яковлевна
Валентина Яковлевна Кожемякина (род. 1936) — советский работник сельского хозяйства, Герой Социалистического Труда.

## Биография
Родилась 20 июня 1936 года в Новосибирской области.
В годы Великой Отечественной войны начала работать дояркой на колхозной ферме. Когда в 1953 году семья переехала на Кубань, девушка устроилась работать в леспромхоз лесорубом. В июне 1955 года стала работать дояркой на молочной ферме совхоза «Черноморец» в посёлке Вардане. Вскоре Валентина Яковлевна стала ведущей дояркой совхоза, а затем — Лазаревского района города Сочи. В начале 1960-х годов она вошла в число лучших передовиков фермы совхоза «Черноморец» сочинского треста «Овощепром».
В 1970 году ей удалось надоить от каждой коровы более 6000 килограммов молока, в 1976 году — 6021 килограмм, в 1979 году — по 6346 килограммов. В 1980 году Валентина Кожемякина надоила 7118 килограммов молока от каждой коровы своей группы, став одной из лучших доярок СССР.
Указом Президиума Верховного Совета СССР от 12 марта 1982 года за достижение высоких результатов и трудовой героизм, проявленный в выполнении планов и социалистических обязательств по увеличению производства и продажи государству зерна и других сельскохозяйственных продуктов в 1981 году Кожемякиной Валентине Яковлевне присвоено звание Героя Социалистического Труда с вручением ордена Ленина и золотой медали «Серп и Молот».
Наряду с производственной, занималась общественной деятельностью — избиралась депутатом Сочинского городского Совета народных депутатов.
Выйдя на пенсию, проживает в микрорайоне Вардане города Сочи. Участвует в общественной деятельности ветеранской организации Сочи, часто встречается с молодежью.

## Заслуги
- Награждена вторым орденом Ленина (12.03.1982), орденом Трудового Красного Знамени (06.09.1973) и медалями.
- Участвовала в Выставке достижений народного хозяйства СССР, награждалась двумя золотыми медалями ВДНХ и премировалась автомобилем «Москвич».
- Заслуженный работник сельского хозяйства Кубани (1996).
- Удостоена пожизненной именной пенсии[2].